# Шапіро Ісак Ананійович
Іса́к Ана́нійович Шапі́ро (12 грудня 1898 , Олександрія, Херсонська губернія  — не раніше 1959 , невідомо ) — діяч радянських органів державної безпеки, заступник наркома внутрішніх справ УРСР (травень 1938 — січень 1939). Депутат Верховної Ради УРСР першого скликання (1938–1947).

## Біографія
Народився 12 грудня 1898 року в родині чоботаря-кустаря в містечку Олександрія, тепер Кіровоградська область, Україна. 1910 року закінчив два класи (за іншими даними — чотири класи у 1912 році) міського училища в Олександрії. У 1911–1913 роках — розсильний, учень прикажчика в мануфактурних магазинах Олександрії, потім паяльщик на гранатному заводі Гандельсмана в Кременчуці. З грудня 1916 року на військовій службі: рядовий 46-го та 48-го запасних піхотних полків у Одесі. З лютого 1917 року — рядовий 14-го піхотного (Олонецкого) полку 4-ї Залізної дивізії на Румунському фронті.
З листопада 1917 року в Олександрії, спочатку безробітний, а з лютого 1918 року — прикажчик мануфактурного магазину Рабиновича, у січні — травні 1919 року — безробітний та вантажник на залізничній станції.
У травні 1919 року – боєць Олександрійського червоноармійського загону по боротьбі з бандитизмом. З січня 1920 року — завідувач таємно-інформаційним відділом Українського відділення телеграфного агентства в Олександрії. З січня 1921 року — хронікер газети «К труду», Катеринослав.
З липня 1921 року працював у Катеринославській губернській ЧК (у липні 1921 року — січні 1922 року — бюлетеніст і співробітник контррозвідувального відділу, з січня 1922 року співробітник інформаційного відділу). У 1922 році — помічник уповноваженого по боротьбі з бандитизмом Нікопольського політбюро Катеринославського губвідділу ДПУ.
З січня 1923 року — співробітник Криворізького окружного відділку ДПУ (Катеринославська губернія). У грудні 1923 — серпні 1925 року — уповноважений Криворізького окружного відділку ДПУ по Нікопольському, Шолохівському та Апостольському районам. З серпня 1925 року — помічник уповноваженого Криворізького окружного відділу ДПУ. У липні 1926 — серпні 1930 року — уповноважений та старший уповноважений Сталінського окрвідділу ДПУ.
З серпня 1930 року — старший уповноважений економічного відділку Київського окружного відділу — оперативного сектора ДПУ.
Член ВКП(б) з 1931 року.
З грудня 1931 року помічник начальника економічного відділу Дніпропетровського оперативного сектора — обласного відділу ОДПУ, з липня 1934 року — помічник начальника економічного відділу Управління державної безпеки Управління НКВС по Дніпропетровській області. У лютому 1935 року — начальник відділення економічного відділу Управління державної безпеки Управління НКВС по Київській області. З березня 1936 року — начальник Краматорського міського відділу НКВС Донецької області. З серпня 1936 року — заступник начальника економічного відділу Управління державної безпеки Управління НКВС Донецької області. З грудня 1936 року — начальник Ворошиловградського міського відділу НКВС Донецької області. З 23 грудня 1937 року — начальник 3-го (контррозвідувального) відділу Управління державної безпеки Управління НКВС Харківської області.
З 7 березня 1938 року — т.в.о. помічника начальника З-го (контррозвідувального) відділу Управління державної безпеки НКВС УРСР, з 27 березня 1938 року — т.в.о. заступника начальника Управління НКВС Київської області, з квітня 1938 року — т.в.о. начальника Управління НКВС Київської області.
26 березня 1938 року обраний депутатом Верховної Ради УРСР по Андрушівській виборчій окрузі № 29 Житомирської області.
З 2 квітня по 10 травня 1938 року керував роботою «трійки» УНКВС по Київській області. До складу «трійки» також входили 2-й секретар Київського обкому КП(б) України М. В. Костенко і військовий прокурор внутрішньої і прикордонної охорони Київського військового округу М. М. Гомеров. За цей період «трійкою» було розглянуто 683 слідчих справи і засуджено 4659 осіб. З них 4598 осіб засуджений до вищої міри покарання, 61 людина — до 10 років позбавлення волі. Шапіро особисто провів 24 засідання «трійки». 14 квітня 1938 року «трійка» під його керівництвом розглянула 36 справ на 250 осіб (247 осіб засуджено до вищої міри покарання, 3 людини до 10 років позбавлення волі); 28 квітня 1938 року — розглянуто 31 справу на 283 людини (281 чоловік засуджений до вищої міри покарання, 2 людини до 10 років позбавлення волі); 23 квітня 1938 року — 35 справ на 352 людини (349 осіб засуджено до вищої міри покарання, 3 людини до 10 років позбавлення волі)
З 20 травня 1938 року — заступник наркома внутрішніх справ УРСР по неоперативним управлінням, з січня 1939 року — начальник «Укршляхбудтресту» і будівництва № 257 Гушосдор НКВС СРСР у Києві.
5 березня 1939 року звільнений з НКВС на пенсію («у зв'язку з неможливістю використання на роботі в Головному управлінні державної безпеки»), в подальшому на господарській роботі в Києві, з жовтня 1939 року — заступник керуючого трестом «Укрмеблі», Київ.
З 26 червня 1941 року знову на роботі в НКВС: начальник Особливого відділу НКВС 30-го району авіаційного базування Південного і Південно-Західного фронтів, начальник 4-го відділення Оперативного відділу НКВС Воронезького фронту. З вересня 1942 року — заступник начальника та т.в.о. начальника Особливого відділу НКВД 24-го Тацинського танкового корпусу Сталінградського фронту. З червня 1943 року — начальник відділу Управління контррозвідки «Смерш» 7-ї повітряно-авіаційної дивізії 2-го Українського фронту, з грудня 1943 року — начальник відділення Управління контррозвідки «Смерш» 2-го Українського фронту.
З грудня 1945 року — начальник адміністративно-господарського відділу Управління контррозвідки Смоленського військового округу. 27 травня 1946 року звільнений з посади за грубість та пияцтво. 13 червня 1946 року порушив клопотання про звільнення в запас. У червні 1946 року — відряджений до контррозвідувального відділу Київського військового округу. 6 вересня 1946 року — звільнений у запас.
Надалі на господарській роботі в Києві: з квітня 1947 року — керуючий республіканською конторою «Радгоспбудматеріали», з липня 1950 року — керуючий трестом «Укрсільліспром». З вересня 1952 року — вийшов на пенсію, але продовжив працювати.
З травня 1953 року — начальник відділу Міністерства сільського господарства УРСР, з січня 1954 року — начальник відділу матеріальних фондів
головного будівельного управління Міністерства сільського господарства УРСР, з 1954 року — начальник відділу Міністерства радгоспів УРСР, з 1957 року — начальник відділу постачання та збуту тресту «Ефірмасло» Міністерства сільського господарства УРСР, з січня 1959 року — начальник відділу постачання головного управління племінних радгоспів Міністерства сільського господарства УРСР.
18 січня 1956 року президія Київського обласного суду винесла «частное постановление» про необхідність порушення кримінального переслідування проти колишніх учасників Трійки УНКВС Київської області: колишнього військового прокурора прикордонної та внутрішньої охорони НКВС Київського округу Миколи Гомерова, колишнього другого секретаря Київського обкому КП(б)У Михайла Костенка та виконуючого обов'язки начальника Київського обласного управління НКВС УРСРС Ісака Шапіро «за вчинену ними сваволю над радянськими людьми». У відповідності з визначенням обласного суду Прокуратура Київського військового округу навесні 1957 року провела розслідування та встановила, що зі сторони Ісака Шапіро та інших колишніх співробітників органів НКВС були допущені
грубі порушення радянської законності, внаслідок чого до розстрілу були засуджені безневинні люди. Утім, не розпочавши слідство, у квітні 1957 року справу стосовно Шапіро прокуратура припинила за терміном давності. Одночасно було ухвалено розглянути питання про притягнення Шапіро до партійної відповідальності.
Партійна комісія при Київському обкомі КПУ навесні 1958 року розпочала збір документів та матеріалів, які стосувалися правопорушень колишнього співробітника органів НКВС І. А. Шапіро.
30 травня 1958 року виключений з КПРС «за порушення соціалістичної законності та огульний підхід в засудженні в 1938 році значної кількості людей без підстав». Крім того бюро Київського обкому КПУ звернулося до Комітету держбезпеки при РМ УРСР з проханням
переглянути питання про персональну пенсію І. Шапіро. У наказі КДБ при РМ СРСР № 483 від 11 листопада 1958 року стосовно І. Шапіро
буде зазначено «звільнений з органів держбезпеки у зв'язку зі службовою невідповідністю, з обмеженням пенсійного забезпечення».
17 липня 1958 року Шапіро, не  погоджуючись з «надмірно важким і незаслуженим» рішенням бюро Київського обкому КПРС, звернувся з апеляційною заявою в Комісію партконтролю при ЦК КПУ, де зазначив про свої численні заслуги перед партією: 
|  | За час своєї роботи я брав участь у ліквідації політичних банд; розгромі контрреволюційних змов; викритті ряду справ по економічній контрреволюції та розкрадачів соціалістичної власності. Під моїм безпосереднім керівництвом було вилучено у спекулянтів, куркулів, колишніх торговців до 3-х мільйонів золотої валюти. Брав участь у ліквідації куркульства та інших операціях, які проводилися за вказівкою партії та уряду. |

18 червня 1959 року Комісія партконтролю при ЦК КПУ підтвердила рішення Київського обкому КПУ про виключення Шапіро з КПРС «за грубі порушення радянської законності в 1931–1939 роках під час роботи в органах НКВС».
У січні 1960 року І. Шапіро подає звернення щодо виключення з партії в Комісію партконтролю при ЦК КПРС у Москві. Розгляд його персональної справи протягом 1960 року декілька разів переносився. 24 жовтня 1960 року, жаліючись на важкий стан здоров'я («втрата працездатності через спазм судин мозку»), Шапіро попросив відкласти розгляд справи до його повного одужання. Подальша доля Ісака Шапіро невідома.

## Військові звання
- старший лейтенант держбезпеки (08.01.1936),
- капітан держбезпеки (20.05.1938),
- гвардії підполковник (24.09.1944).

## Нагороди
- два ордени Червоного Прапора (30.04.1945, 14.05.1945)[2],
- орден Вітчизняної війни 1-го ступеня (24.09.1944)
- орден Червоної Зірки (13.09.1942)[3][4]
- медалі «За бойові заслуги» (31.07.1942)[5][6], «За оборону Сталінграда»[7], «За взяття Будапешту»[2], «За взяття Відня»[2]
- знак «Почесний працівник ВЧК-ГПУ (XV)» (26.05.1933)[2].